# Collini-Gruppe

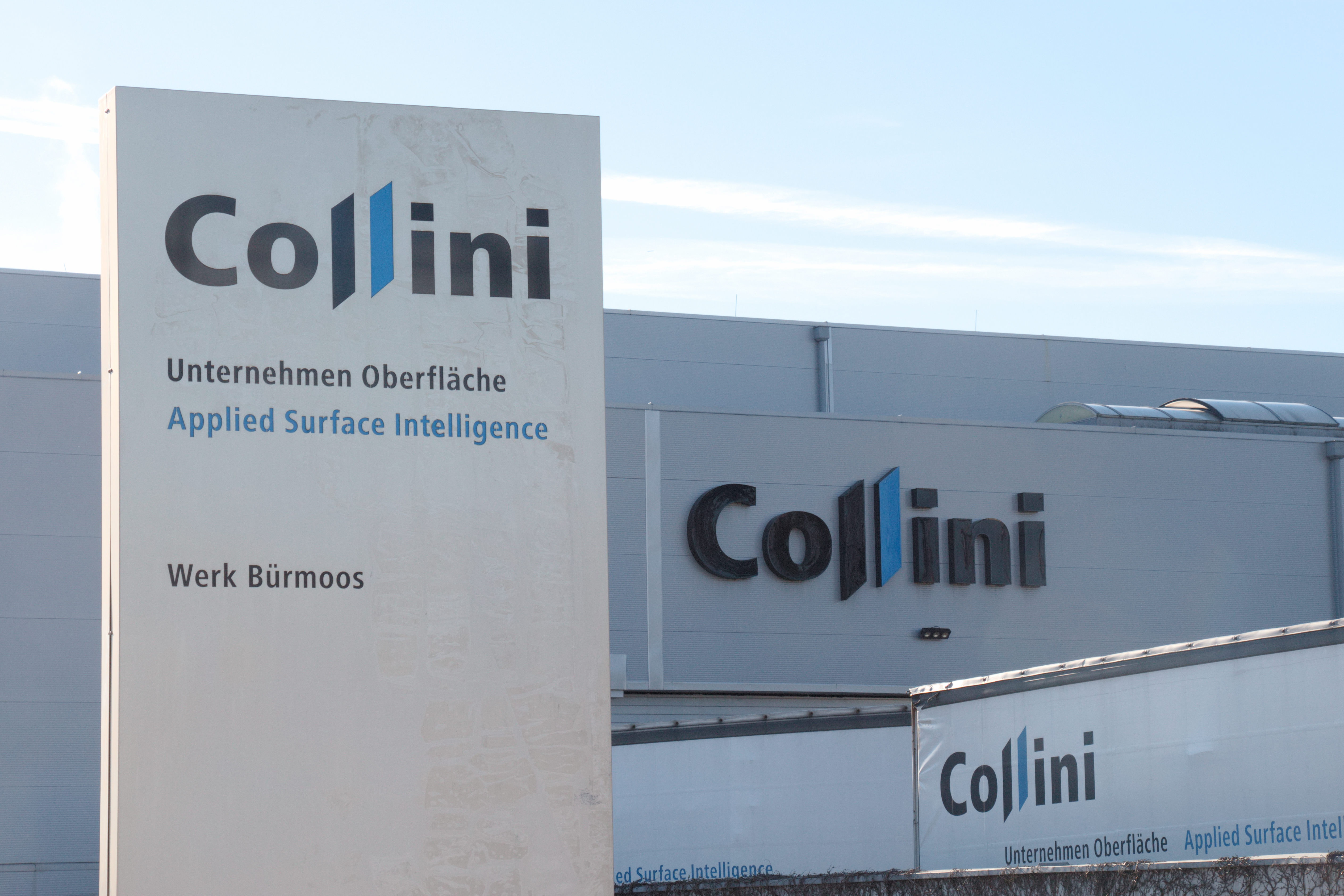
Werksschild in Bürmoos

Collini ist ein international tätiges Unternehmen für Oberflächenbeschichtung. Hauptsitz der Gruppe ist Hohenems, eine Stadt im österreichischen Bundesland Vorarlberg.

## Geschichte
Gegründet wurde die Firma 1898 als Scherenschleiferei in Hohenems, wo schon bald auch Bestecke und Tafelgeräte hergestellt wurden. Firmengründer war Damian Collini, ein Einwanderer aus Mortaso im Rendenatal. 1928 nahm das Unternehmen Österreichs erstes Chrombad in Betrieb. 1947 wurde das Werk in der Schweizerstrasse  erbaut. 1962 wurde eine vollautomatische Galvanisierungsanlage (ebenfalls die erste Österreichs) errichtet.
In den 1970/80ern begann ein Aufschwung, und der Betrieb wuchs zur Firmengruppe heran (Verzinkerei Zimmermann GesmbH, 1977 mit Übernahme des Betriebes in Bludesch, 1980 und 1982 Errichtung der Betriebe in Bürmoos, Salzburg und Knittelfeld, Steiermark, 1984 einer Übernahme in Ravensburg, Deutschland). 1989 wurde die Collini Holding AG (früher OTAG Oberflächentechnik AG) eingerichtet und die Basis für die heutige Unternehmensstruktur der Collini-Gruppe gelegt.
1989 wurde die A. Collini Besteck - Tafelgeräte Ges.m.b.H., in der ab 1948 Bestecke und Tafelgeräte erzeugt wurden, deren Geschäftsbereich aber nicht mehr in die Firmenstruktur passte, an die Berndorf AG verkauft. In weiterer Folge wurde die Collini-Gruppe um Beschichtungsbetriebe erweitert: 1993 in Dübendorf, Schweiz, 1999 in Wien, 2000 in Biel, Schweiz (Gründung), 2001 in Marchtrenk, 2006 in St. Pantaleon, 2008 in Judenburg (Ersatzgründung für Knittelfeld), 2008 Übernahme eines Betriebes in Nizhny Nowgorod, Russland, 2010 in Asperg, Deutschland, 2012 in Civate, Italien. 2012 wurde das Anodisierwerk in Hohenems neu errichtet. Im Jahr 2017 folgte die Übernahme eines Betriebes in Huejotzingo/Puebla, Mexiko, 2019 ein zusätzlicher Standort in El Bajio, Mexiko und 2023 in Zhenjiang, China (Neugründung).
Die Gruppe, bis heute ein Familienunternehmen, hat etwa 1700 Beschäftigte an 14 Produktionsstandorten und einen Gruppenumsatz von circa 300 Mio. Euro (2022). Eigentümer der Gruppe sind die Unternehmerfamilien Collini, Hohenems und Drexel aus Dornbirn (SPAR Vorarlberg).

## Tätigkeit
Die Firmen der Gruppe sind spezialisiert auf das Veredeln von Grundwerkstoffen durch Beschichten, insbesondere Galvanisieren, Eloxieren, Feuerverzinken und KTL- bzw. Pulverbeschichten, sowie zahlreiche Spezialverfahren. Gefertigt wird etwa für Möbel- und Küchenbeschläge, als Automobilzulieferer und im Bereich der Energieerzeugung, wo man etwa für Windkraftanlagen europaweiter Marktführer ist.
Insgesamt werden jährlich um die 4000 Tonnen Zink, 500 Tonnen Nickel, 1000 Tonnen Kupfer, 150 Tonnen Pulver/Lacke und 250 kg Gold verarbeitet, um circa 200 Tausend Tonnen Kundenteile zu beschichten. Da Beschichten insgesamt ein umweltkritisches Feld ist, legt man besonderen Wert auf geschlossene Kreisläufe und minimale Emissionen. Dafür wurde das Unternehmen mehrfach mit Umweltpreisen ausgezeichnet. Engagiert ist die Firma auch in Forschung und Entwicklung im Bereich neuer Oberflächentechnologien.

## Nachhaltigkeit
Die Produkte der Collini-Gruppe verlängern die Lebensdauer von Bauteilen. Die Oberflächenbeschichtungen schützen vor Korrosion und Verschleiß - der Wert der Bauteile steigt. Durch die längere Lebensdauer werden wertvolle Ressourcen geschont und Umweltbelastungen vermindert.

## Umweltschutz
Am Standort Hohenems betreibt Collini seit 2006 - zusätzlich zur chemisch-physikalischen Abwasserreinigung - eine Bio-ARA, in der das vorbehandelte Abwasser bis zur Direkteinleiterqualität für die Einleitung in den kleinen Emsbach aufbereitet wird. Behördliche Abwassergrenzwerte, die strenger als das gültige Bundesrecht sind, werden durch die zusätzliche Bio-ARA eingehalten.

## Mitarbeitende
Das Unternehmen beschäftigt Mitarbeiterinnen und Mitarbeiter aus 52 Nationen. Für sein Engagement wurde Collini 2021 mit dem Integrationspreis des Landes Vorarlberg ausgezeichnet.

## Ausbildung
Collini begann 1975 mit der beruflichen Ausbildung für Galvaniseure und Metallschleifer - so lauteten die damaligen Berufsbezeichnungen. Noch früher wurden Lehrlinge als Graveure ausgebildet. Regelmäßig nehmen Collini Lehrlinge an Wettbewerben wie z. B. dem Nachwuchswettbewerb der Arbeitsgemeinschaft Oberflächentechnik (AOT) teil. 2023 wurde der Wettbewerb zum wiederholten Mal von einem Collini Lehrling gewonnen.
Aktuell werden im Unternehmen Lehrlinge in elf verschiedenen technischen und kaufmännischen Lehrberufen ausgebildet:
- Oberflächentechnik
- Elektrotechnik
- Betriebslogistik/Logistik
- Chemieverfahrenstechnik
- Entsorgungs- und Recyclingtechnik
- Metalltechnik
- IT-Technik
- IT-Informatik
- Automatiker
- Fertigungsmesstechnik
- Industriekaufmann/-frau

## Standorte
Die  Collini Holding AG (früher OTAG Oberflächentechnik AG) ist die Konzernobergesellschaft der Collini-Gruppe. Der Konzern betreibt 14 Produktionsstandorte in:
- Asperg, Deutschland
- Biel, Schweiz
- Bludesch, Vbg.
- Bürmoos, Sbg.
- Civate (LC), Italien
- Dübendorf, Schweiz
- El Bajío / Apaseo, (Guanajuato), Mexico
- Hohenems, Vbg.
- Judenburg, Stmk.
- Marchtrenk, OÖ
- Nischni Nowgorod, Russland
- Puebla, Mexico
- St. Pantaleon, OÖ und
- Wien

Beteiligungen bestehen beispielsweise am österreichischen COMET K1-Kompetenzzentrum CEST (6,8 %).

## Auszeichnungen
- EUCUSA Award (für besonderes Engagement im Bereich der Kundenzufriedenheit mit der besten Umsetzung)
- Innovationspreis der Vorarlberger Landesregierung (Hochleistungsgalvanisieranlage CML/Continuous Motion Line)
- Öko-Pionier-Preis (Österreich)
- Hohenemser Umweltpreis (Hohenems)
- ÖKO-PROFIT-Preis (Stadt Wien)
- Maecenas Kulturpreis (ORF, für die gemeinsame Arbeit mit dem Jüdischen Museum Hohenems)
- Integrationspreis (Vorarlberg)